# Cecilia- en Margarethakerk
De Cecilia- en Margarethakerk (Cäcilien- und Margarethenkirche) is een kerkgebouw van de lutherse gemeente in het Oost-Friese Leerhafe, een Ortsteil van de stad Wittmund. Het kerkgebouw draagt het patrocinium van de heiligen Cecilia en Margaretha.

## Geschiedenis
Het gebied rond Leerhafe behoort tot de vroeg gekerstende gebieden van Oost-Friesland. Vermoedelijk speelde het nabijgelegen klooster van Reepsholt bij de verbreiding van het christendom een grote rol. Rond het jaar 1000 werden hier de eerste christelijke erediensten gevierd. Vooralsnog in de open lucht, maar als snel in een eenvoudige houten kerk.
Voor de kerk werd een warft opgeworpen, die ongeveer drie meter hoog, 75 meter lang en 50 meter breed is. Aan het huidige kerkgebouw gingen volgens archeologische onderzoek ten minste drie houten voorgangers vooraf, waarvan de eerste kort na het jaar 1000 werd gebouwd. Met de bouw van een nieuwe kerk werd de warft telkens verder verhoogd tot het huidige niveau. Uit de tijd van de houten kerken bleef een trapeziumvormige grafzerk uit de twaalfde eeuw bewaard. In de dertiende eeuw werd voor het eerst een kerk van granieten blokken gebouwd, die rond 1500 bouwvallig en afgebroken werd. Bij de herbouw van de huidige laatgotische kerk werden resten van het oude bouwmateriaal opnieuw gebruikt. De vroegere noordelijke ingang is tegenwoordig dichtgemetseld, maar nog altijd goed herkenbaar als voormalig portaal.
Een brand in 1640 beschadigde het kerkgebouw ernstig en in de jaren 1655-1660 volgde het herstel. In 1861 werd een westelijk portaal ingebroken. Het kerkgebouw leed tijdens de Tweede Wereldoorlog opnieuw onder zware vernielingen, waarop een provisorische renovatie volgde. Nadat in oktober 1981 werd geconstateerd dat het kerkgebouw tekenen van instortingsgevaar vertoonde, werd de kerk in een periode van vijf jaar grondig gerestaureerd.

## Beschrijving
De kerk betreft een laatgotische zaalkerk met een meerzijdig bakstenen koor. Voor de bouw van het onderste deel van het kerkschip werd het oude granieten bouwmateriaal van de voorganger gebruikt, terwijl het bovenste deel met bakstenen werd opgemetseld. Oorspronkelijk kende het schip buiten steunberen, die in de loop der tijd werden verwijderd. De noordelijke muur kenmerkt zich door hoog geplaatste rondboogramen en een dichtgemetseld geprofileerd portaal, waarvan de spitsboog versierd is met een maaswerkblindnis. In de zuidelijke muur zijn vier bredere spitsboogramen ingebracht. Het meerzijdige koor wordt door steunberen op de plaats gehouden. Het interieur van de kerk wordt boven met een balkenplafond afgesloten. 
Een echte toren heeft de kerk nooit gekend, maar de vrijstaande klokkentoren van het gesloten type ten westen van het kerkschip stamt uit de tijd tussen 1330 en 1350.

## Interieur

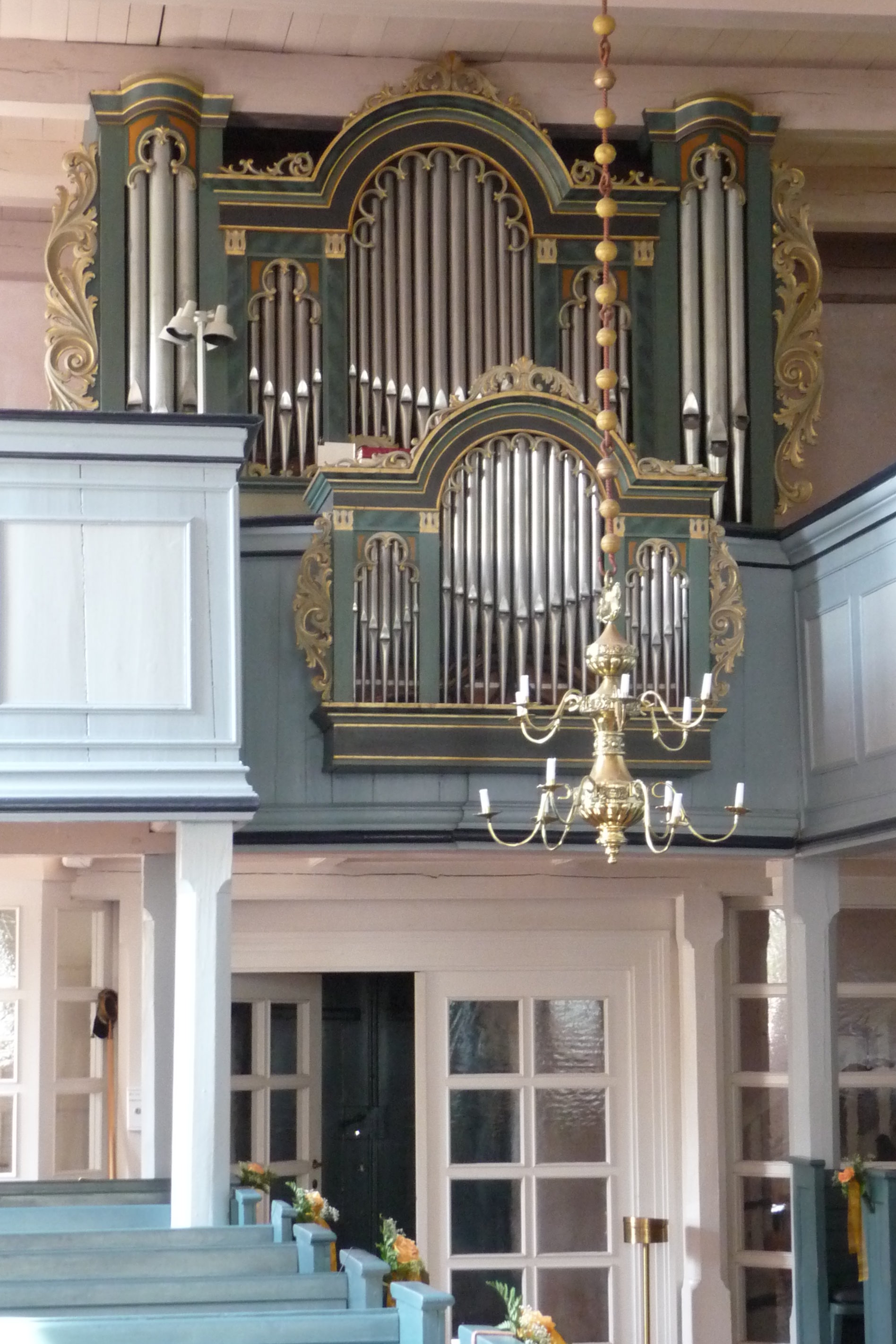
Orgel

Het oudste voorwerp van de kerk is een met een kruis versierde trapeziumvormige zerk van Bentheimer zandsteen. In het noorden van het gebouw bevindt zich een laatgotische sacramentsnis. 
Het barokke houten altaarstuk werd in de zeventiende eeuw door Jacob Cröpelin gebouwd. Sinds 1889 bevindt zich in het centrum een altaarschilderij, dat een kopie van de Kruisafname van Rubens toont. In 1987 werd het altaar met een schilderij van de kunstenaar Edward Malinowski van de Opstanding uitgebreid. Tijdens de renovatie van de kerk in de jaren 1980 kreeg het altaar de oorspronkelijke kleuren terug. De uit de tijd van de rococo stammende knielbank voor het altaar stamt uit 1760. De eenvoudige preekstoel stamt uit 1655. 
Van recentere datum zijn de glas-in-loodramen in het koor, die in 1986 werden ingebracht. Ze werden volgens ontwerp van Wilhelm Buschulte uit Unna in de ateliers Derix in Taunusstein vervaardigd.
Tot de vasa sacra behoren een kelk uit 1811, de in 1840 geschonken doopschaal, een tinnen kan, een in Leer gegoten tinnen doos en een ziekenkelk uit 1878.

#### Orgel
Het eerste orgel in de kerk werd in 1797 boven het koor door Hinrich Just Müller uit Wittmund ingebouwd. De daarvoor benodigde middelen werden bijeengebracht uit de verkoop van de kerkbanken. In de jaren 1860-1861 werden een noordelijke en westelijke galerij ingebouwd. Even later werd op de westelijke galerij door Arnold Rohlfs uit Esens een nieuw kerkorgel gebouwd. De nieuwe neoromaanse orgelkas werd versierd met het houtsnijwerk van de oude orgelkas van 1797. Ook het Rohlfs-orgel werd later weer vervangen, nadat het in 1957 onbespeelbaar werd. 
Sindsdien bevindt zich achter de negentiende-eeuwse orgelkas een mechanisch sleepladeninstrument van de orgelbouwer Alfred Führer uit Wilhelmshaven. Dit uit een hoofdwerk, rugpositief en pedaal bestaande orgel heeft vijftien registers met 930 pijpen. Van Rohlfs' orgel bleven de orgelkas van het hoofdwerk en de oude pijpen van vier registers bewaard. Het rugpositief en pedaal dateren uit de jaren 1956-1958.